# 버펄로 윙
버펄로 윙 (Buffalo wing)은 소스를 입혀서 튀겨낸 닭 날개 음식이다. 다양한 종류의 소스가 사용되지만, 기본적인 버펄로 소스는 카옌고추 핫소스와 버터를 사용한다. 식초와 고추 소스를 사용한 핫소스를 이용할 때에는 오직 핫소스와 녹인 버터만을 이용한다. 보기와는 달리 대부분의 버펄로 윙은 튀김옷을 입히지 않는다. 버펄로 윙은 이것이 처음 만들어진 곳인 미국 뉴욕주의 도시인 버펄로의 이름을 딴 것이며, '버펄로'라는 명칭은 현재 소스를 입힌 다른 닭 날개 요리와 유사한 종류의 요리에 적용되고 있다.

## 역사
버펄로 윙은 1964년 10월 3일 버펄로 시 메인 가(Main street)의 앵커 바(Anchor bar)에서 처음 만들어졌다. 남편 프랭크(Frank)와 함께 앵커 바를 경영하던 테레사 벨리시모(Teressa Bellissimo)는 아들 도미닉(Dominic)과 친구들을 위해 닭 날개를 튀겨서 프랭크의 매운 소스를 입히는 아이디어를 생각해 내었다. 어느 저녁에 테레사는 이와 같은 요리를 식탁에 올렸고, 즉시 호응을 얻었다. 요리법이 개발되었을 당시만 해도, 닭 날개는 일반적으로 버려지거나 사료용으로 창고에 저장되었었다.
버펄로에서 버펄로 윙으로 가장 유명한 곳은 앵커 바와 교외의 애머스트(Amherst)에 있는 더프스(Duff's)이다. 이 외에도 뉴욕주 서부 및 인접한 캐나다 온타리오주 있는 대다수의 식당 및 피자 가게, 선술집에서 버펄로 윙을 볼 수 있다.

## 재료

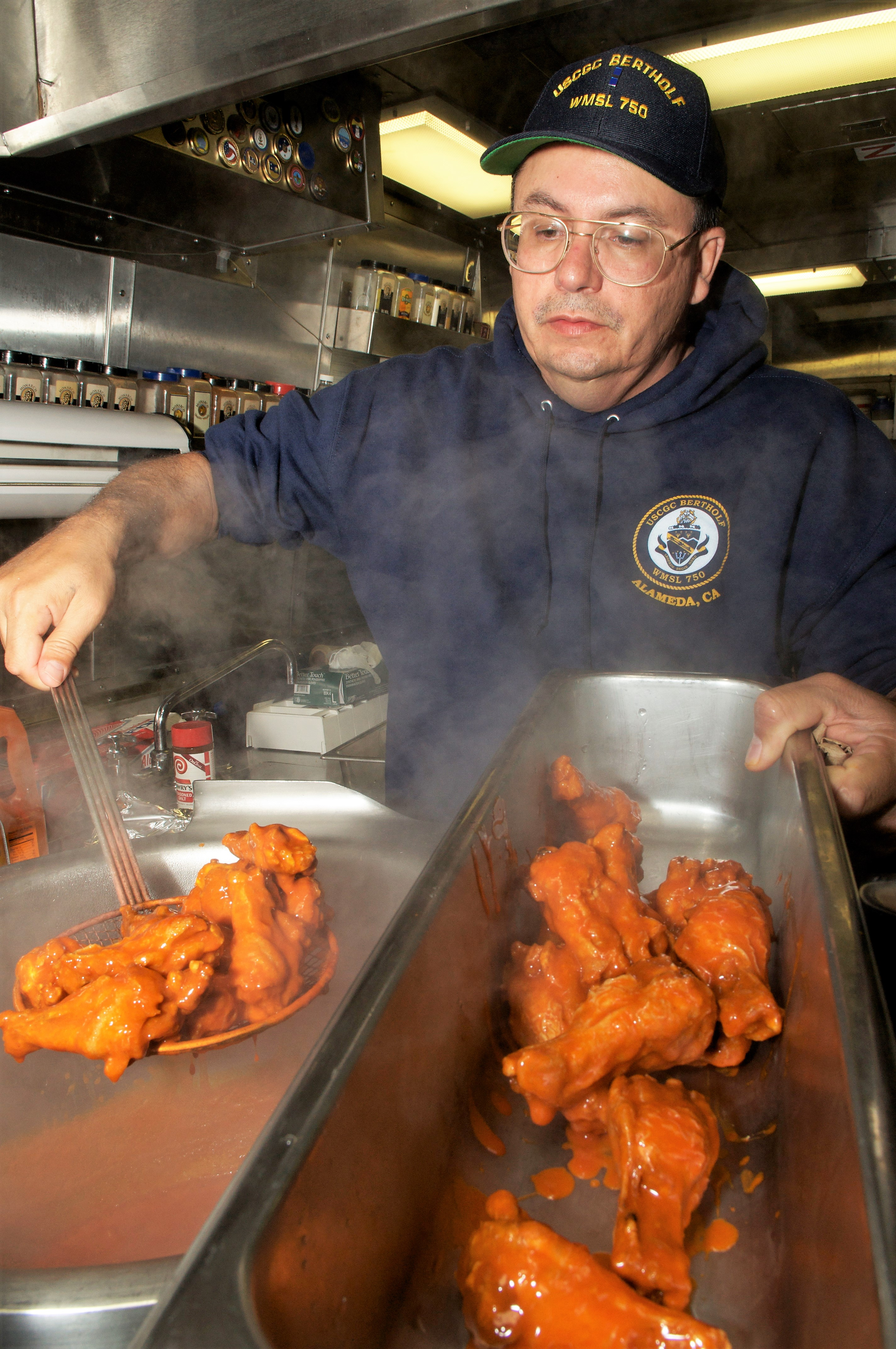
해안경비대에서 요리 중인 버펄로 윙

버펄로 윙 소스는 매운 정도에 따라 다양한 비율로 만들 수 있는데, 다음 소스의 이름들은 일반적으로 매운 정도와 관련된다. 거의 대부분의 경우 같은 기본 소스를 쓰지만, 사용되는 버터와 핫소스의 양에 차이가 있다. 버펄로 윙은 때때로 소스를 찍어먹을 수 있도록 따로 내기도 한다. 버펄로 윙은 길게 썬 셀러리와 당근 그리고 블루 치즈 드레싱과 함께 식탁에 오른다. 몇몇 식당에서는 블루 치즈 드레싱 대신에 랜치 드레싱과 함께 제공되기도 한다.

## 같이 보기
- 서이시가이익